# Horisme bamiana
Horisme bamiana là một loài bướm đêm trong họ Geometridae.